# 조엘 맥헤일
조엘 맥헤일(Joel McHale, 1971년 11월 20일 ~ )은 미국의 희극인, 배우, 작가, 제작자, 텔레비전 진행자이다.

## 출연 작품

### 영화
- 스파이더맨 2 (2002)
- 스파이 키드 4: 올 더 타임 인 더 월드 (2011)
- 19곰 테드 (2012)
- 블렌디드 (2014) - 마크 역
- 해피타임 스파이 (2018) - 캠벨 역
- 어느 허무명랑한 인생 (2018, A Futile and Stupid Gesture)
- 어쌔신 걸스 (2018) - 닉 역
- 벡키 (2020) - 제프 역

### 텔레비전
- 커뮤니티 (2009-15) - 제프 윙거 역
- 타이거 킹: 무법지대 (2020) - 진행
- 스타걸 (2020-22)

### 비디오 게임
- 포트나이트 (2021-현재)